# Laelia litura
Laelia litura är en fjärilsart som beskrevs av Walker 1855. Laelia litura ingår i släktet Laelia och familjen tofsspinnare. Inga underarter finns listade i Catalogue of Life.